# نهائي كأس بلجيكا 2007
نهائي كأس بلجيكا 2007 هي المباراة النهائية من منافسة كأس بلجيكا 2006–07، أقيمت المباراة في 2007، في ملعب الملك بودوان، بين فريقي نادي كلوب بروج، وستاندارد لييج، وفاز فيها نادي كلوب بروج، بعد أن هزم ستاندارد لييج، بنتيجة 1 - 0.

## تفاصيل المباراة
لعبت المباراة النهائية في 2007.
| نادي كلوب بروج | 1 -0 | ستاندارد لييج |
| -------------- | ---- | ------------- |
|                |      |               |